# Celso García de la Riega
Celso García de la Riega (Pontevedra, 1844 – Pontevedra, 1914) fue un historiador y escritor español. Considerado el iniciador e impulsor de la teoría gallega de Colón, fue el primero en atacar abiertamente la teoría genovesa en una conferencia realizada en Madrid en 1898 a petición de la Sociedad Geográfica de Madrid.

## Biografía
Nació el 26 de agosto de 1844 en Pontevedra, ciudad en la que falleció el tres de febrero de 1914. Debido a la muerte de su padre no pudo cursar estudios superiores, y tuvo que aceptar en 1859 una plaza de escribiente en el Consejo Provincial y en el Gobierno Civil.
En la situación revolucionaria de aquel año obtuvo una plaza de aspirante en el Gobierno Civil de la corte, pasando posteriormente y previa oposición, a los Ministerios de Gobernación y Fomento, más tarde, al de Ultramar.
En 1873 acompañó como funcionario en su viaje a Cuba, al Ministro republicano don Santiago Soler y Pla. A poco de la Restauración, solicitó y obtuvo un cargo en La Habana, desempeñado, bajo el mando de los generales Jovellar y Martínez Campos, el puesto de Jefe de Negociado de Política Interior y Exterior en el Gobierno General de Cuba. Posteriormente, fue nombrado Secretario del Gobierno de La Habana posteriormente interventor de la Administración Económica de la misma población, siendo condecorado con la Cruz Blanca de 2ª clase del Mérito Militar. Regresó a España en 1879 y, a la subida del partido liberal, en 1881 volvió al Ministerio de Ultramar como Jefe de Negociado, pasando luego al de Gobernación como Secretario del Ministro, el señor Gullon.
Figurando en el Partido Liberal fue Diputado a Cortes por Cambados en 1886 y Gobernador de León de 1888 a 1891. Durante este mandato elevó al Ministerio de Fomento la declaración de Monumentos Nacionales del Monasterio de Santa María de Gradefes, el Monasterio de Carracedo y el Convento de San Marcos. Posteriormente, fue jefe de sección en el Ministerio de la Gobernación en 1892 y contador del Tribunal de Cuentas en 1897. De ahí pasó al Ministerio de Hacienda y fue nombrado delegado de Hacienda en Santander en 1900, cargo que no llegó a desempenar a causa del delicado estado de salud que le obligó a solicitar la jubilación anticipada.
A nivel profesional llegó a lo más alto, teniendo en cuenta que no pudo cursar ningún estudio superior. Desde el punto de vista periodístico, fue un habitual en ciertos medios con artículos de lo más variado: poesía, historias pequeñas, artículos de desarrollo histórico. También colaboró en otros medios como Correspondencia Gallega, Correspondencia de España, Ilustración Cantábrica, Ilustración Gallega y Asturiana, Galicia Moderna, Revista ilustrada Galicia, Revista Gallega, Diario de Pontevedra, Heraldo Gallego; en el suplemento La Temporada de Mondariz, participó en la elaboración de una Guía Turística Mondariz-Pontevedra-Santiago y también fue redactor de La Voz del Pueblo.
Fue socio fundador, en 1875, de la 'Sociedad Galicia Literaria', que tenía entre sus objetivos “contribuir a la prosperidad de Galicia, velando por sus intereses morales y materiales; y procurar el solaz y adelanto de sus individuos en el cultivo de las Bellas Letras”. La sociedad refleja su espíritu progresista en el lema: “Libertad, igualdad, fraternidad”. Entre los socios fundadores estaban también Manuel Curros Enríquez, Andrés y Jesús Muruais y Rodríguez, Emilio Núnez Couto, Teodosio Vesteiro Torres, etc. Es decir, que D. Celso era un hombre preocupado por el desarrollo de las letras gallegas.
Formó parte de la Sociedad Arqueológica de Pontevedra, creada en 1894. Lo nombraron Socio de Mérito en 1896. Colaboró con Casto Sampedro, Carmelo Castiñeira y Luis Sobrino en el reconocimiento y ordenación provisional del Archivo Municipal de Pontevedra realizando una gran labor.
Al constituirse la Real Academia Gallega (1906), fue elegido socio de número pero rehusó el nombramiento por desacuerdos con el planteamiento de la institución y con su presidente, Manuel Murguía
En 1907 el Ayuntamiento de Pontevedra le dedicó una plaza convirtiéndose en una de las pocas personas a las que le han rendido este homenaje en vida.
Celso García de la Riega fue considerado uno de los intelectuales gallegos de mayor prestigio. Además desarrolló una importante carrera política y una frenética actividad periodística.
A través de sus escritos se puede entrever que era una persona inquieta, comprometida con sus ideas liberal-progresistas, honesta y preocupada, ya en aquella época, por la corrupción política y administrativa. Muestra de lo primero son las intervenciones que, como diputado, hizo en las Cortes entre los años 1887-88, y que el lector puede comprobar más adelante; y de lo segundo es esta información que encontré en varios periódicos:

### Lucense abril de 1888

#### Concurso
Adición al programa para el Certamen literario de Pontevedra- Premio del señor don Celso García de la Riega, Clavillo para corbata: abeja de oro con brillantes, esmeraldas, rubíes y ópalos. Al autor del mejor Reglamento de una Asociación que, sin carácter político y para ser organizada en todo Galicia, tenga por objeto exclusivo la defensa de los contribuyentes y de los ciudadanos contra las exacciones, arbitrariedades y atropellos que cometan las autoridades, funcionarios y oficinas de toda clase.
Es lo que hoy en día se llamaría una Asociación de Consumidores ante la Administración. Este concurso demuestra por un lado su preocupación por la administración, la cual conocía muy bien, -ya que su profesión era la de funcionario de alto nivel-, comprobando que ya en su época no funcionaba esta todo lo correctamente que se podía esperar, y por otro demuestra lo adelantado que era a su tiempo, pues nos habla de contribuyentes y ciudadanos, dos conceptos que en aquellos tiempos debían de preocupar a pocas personas de la vida política y funcionarial, y me atrevería a decir que incluso a los ciudadanos en general.
Celso García de la Riega era persona abierta a cualquier innovación, ya sea investigación tecnológica, turística y comercial. Prueba de esto son los reconocimientos que tuvo en vida por parte de la ciudadanía pontevedresa tal y como se refleja en los siguientes documentos:

### Diario de Pontevedra junio de 1905
Nuestros lectores recordarán que pasa de dos años se ha ocupado nuestro periódico en una serie de artículos debidos a la excelente pluma del señor don Celso García de la Riega, de la importancia que tendría un ferrocarril de Rivadavia a Pontevedra-Marín, bajo punto de vista estratégico Militar y de los indispensables beneficios que habría de reportar a la mayor parte de la región gallega.
Como toda idea buena, no ha caído en el vacío, aunque se hayan perdido dos años en lamentable indiferencia y olvido, en cuyo tiempo pudo haberse adelantado este proyecto, quizá hasta el punto de haberse empezado a realizar.
Pero nunca es tarde si la dicha es buena.
El señor alcalde de esta capital, cumplimentando un acuerdo del Ayuntamiento, ha invitado a una reunión a los alcaldes de Ribadavia, Lama, Puente Caldelas, Cotovad, Marín y otros que no recordamos, cuya reunión ha tenido lugar en la mañana del sábado último en el palacio municipal, a la que asistieron todos los invitados en representación de los respectivos ayuntamientos.

### Libertad Bisemanrio órgano Republicano de la provincia 26 de abril de 1908
Por de pronto D. Celso García de la Riega, le propone en un artículo que publica en el Diario, un proyecto que no ofrece discusión. La constitución de una lonja para la contratación de pescado, pero dudamos que la junta de obras de Puerto la haga, en cuyo caso bien puede dimitir para que otra junta la realice. Porque es preciso decir en la prensa lo que ya dice todo mundo, y es que en el asunto de la lonja de pescado, cuya concesión obtuvo el Ayuntamiento de Marín, mediante intermediarios que se proponen la realización de un escandaloso negocio, lesivo para los intereses públicos. ¿Tendrá la junta de obras corazón bastante para cometer esta empresa?
Nosotros quedamos a la expectativa, para decir todo lo que proceda respecto de la lonja, que ya debía estar hecha, y el pueblo tiene derecho a vivir.

### Diario de Pontevedra 21 de junio de 1906
La Junta de Gobierno de la Económica en esta capital, creyendo interpretar los deseos de la Sociedad, ha visitado ayer tarde al ilustre historiador gallego; Nuestro querido amigo y convecino el Sr. D. Celso García de la Riega, para felicitarle por el éxito que viene alcanzando no sólo en España sino en el extranjero sus notables trabajos de investigación referentes a la patria de Colón.
El Sr García de la Riega agradecido muy complacido la visita de la Sociedad Económica de Amigos del País de Pontevedra
Por estas notas de periódico se puede entender que D. Celso buscaba el desarrollo para Pontevedra, tecnológico y comercial. También era un hombre muy respetado por sus conocimientos en Paleografía y en Historia, como muestra tenemos el nombramiento del Gobernador para la Exposición Regional de 1909.

### Diario de Pontevedra 1 de diciembre de 1908
El Sr. Gobernador de la provincia ha nombrado a los Sres: D. Celso García de la Riega, D. Enrique Eiras Puig, D. Mariano Cousiño, D. Joaquin Segado y D. Joaquin Villaverde Vocales de la Sección Arqueológica de la Comisión Provincial de la exposición de Santiago de Compostela.
El Sr Bereguer ha publicado en el Boletín Oficial de la Provincia, una circular dirigida a los señores Alcaldes de la provincia, excitándoles a que constituyan comisiones locales para secundar la acción de la comisión provincial que ha comenzado a realizar trabajos para promover la concurrencia a la exposición Regional de Santiago de Compostela.
Vemos una muestra significativa de lo bien considerado que estaba Celso García de la Riega, mientras estaba vivo. Todo cambió al poco tiempo de haber muerto, dos meses después de su fallecimiento, cuando fue acusado de haber falsificado los documentos que aportó a su teoría.
El primer informe fue elaborado por Manuel Serrano y Sanz en un artículo publicado en la revista bimensual Archivos y Bibliotecas en marzo-Abril de 1914, cuando Celso García de la Riega llevaba un mes muerto, realizó el primer informe sobre los documentos que aparecían en el libro “Colón Español. Su Origen y Patria”, declarando su manipulación.
El siguiente informe lo realiza Eladio Oviedo Arce, 1917, canónigo de Santiago de Compostela, Jefe del Archivo Regional de Galicia, Correspondiente de la Real Academia de la Historia y miembro de número de Real Academia Gallega.
Realiza un informe que lleva por título Informe que presenta a la Real Academia Gallega, de la Coruña, el individuo de número D. Eladio Oviedo Arce, sobre el valor de los «Documentos Pontevedreses, considerados como fuente del tema Colón Español, propuesto primeramente por D. Celso García de la Riega; y ahora renovado por sus continuadores» En el que también se declaran los documentos falsificados o manipulados

### Informe Real Academia de la Historia
Posteriormente, en 1928 llegó el informe de la Real Academia Española de la Historia, dicho informe toma como base el informe de Oviedo Arce y el de Serrano Sanz, El informe no aporta nada nuevo, en algún documento no está de acuerdo con Oviedo, presenta pequeñas diferencias, pero en lo esencial certifica el estudio de Oviedo Arce.
En 1967 Emilia Rodríguez -Solano Pastrana realiza un Tesina Titulaba “Autenticidad Diplomática, Sus Fraudes y Métodos Técnicos de Investigación” en la Universidad de Santiago de Compostela, Facultad de Historia. El director de la tesina era Manuel Lucas Álvarez Catedrático de Paleografía y Diplomática Documental. La tesina se encuentra disponible para su lectura en la Facultad de Historia de la Universidad de Santiago de Compostela.
Las conclusiones del estudio de los documentos de Celso García de la Riega son: Que los documentos son todos originales y verdaderos y que lo único que presentan es un avivamiento o recalcado en aquellas grafías que no se podían leer con nitidez, pero estando escrito lo mismo en el recalco que en el original
El último informe es el de IPCE, Instituto de Patrimonio Cultural Español. El Instituto es un organismo estatal que se dedica a la restauración de todo tipo de materiales: piedra, madera, pintura, papel.
En el año 2013 se le llevaron los documentos y realizó el estudio de los mismos. El Jueves 23 de mayo de 2013, María Del Carmen Hidalgo Brinquis -Jefa del Servicio de Patrimonio Documental del IPCE- dio una conferencia sobre los análisis efectuados a los documentos de Celso García de la Riega, después de dos meses de estudios sobre los documentos se obtuvieron a las siguientes conclusiones:
- 1.º El papel de los documentos era del Siglo XV, con Filigrana, marca de agua de la época.
- 2.º Las tintas se correspondían con las tintas empleadas en el siglo XV
- 3.º Mediante fotografías comprobaron que los papeles no fueron: raspados ni tachados, con intención de engañar, es decir, no había intención dolosa por parte de García de la Riega.
- 4.º En colaboración con la policía científica, comprobaron que lo escrito por encima era lo mismo que aparecía debajo, es decir, que García de la Riega lo que hizo fue avivar o recalcar por encima las letras que ya estaban escritas con la intención de resaltar los nombres que aparecían en los documentos, es decir apellidos De Colón.

## Obra

### Libros
- La gallega, nave capitana de Colón., Pontevedra, Imp.de la Viuda de J.A. Antúnez, 1897.
- Galicia Antigua, Discusiones acerca de su geografía y de su historia, Pontevedra, Tipografía de A.del Río y Micó, 1904.
- Entremeses literarios, Madrid, Eduardo Arias1905.

Nos propone obras escritas en prosa y en verso.
- El Amadís de Gaula, Madrid, Eduardo Arias1909.
- “El artículo definido, o, a” (Pontevedra, 1908), trabajo en el que sostiene la procedencia griega del artículo definido gallego
- “Guía del Turista: Mondariz-Vigo-Santiago” (1912), escrita por varios autores, La Condesa Pardo Bazán, Alfredo Vicenti, R. Balsa de la Vega, Celso García de la Riega, Enrique Peinador Lines y otros. Hace una descripción de la geografía, administración, historia, arqueología, arte, literatura, música, lengua, tradición, costumbres típicas, etc. En esta obra Celso García de la Riega escribió concretamente sobre Pontevedra.
- Colón, español. Su origen y patria, Madrid, Sucesores de Rivadeneira 1914.

### Pinturas y Dibujos
García de la Riega cultivó también la pintura. En la II Exposición Enrique Campo, para la Sociedad Arqueológica, celebrada en el Museo de Pontevedra figuran las siguientes obras suyas:
- Torres Arzobispales vistas desde el interior de la V. Óleo sobre lienzo comienzo sel s.XX
- Reconstrucción conjetural de la iglesia parroquial de San Bartolomé y aledaños. Óleo sobre lienzo
- Reconstrucción conjetural de la cabecera del Puente del Burgo y la muralla en el siglo XV. Aguatinta sobre papel
- Reconstrucción conjetural del tramo de muralla junto a los Ábsides de la Iglesia del Convento de los Jesuitas -actul San Bartolomé- Aguatinta sobre papel
- Reconstrucción conjetural de un tramo de la muralla en el siglo XV con la Torre do Ouro y el torreón del Berrón. Aguatinta sobre papel
- Reconstrucción conjetural de un tramo de la muralla en el s. XV con la puerta y torre de Santa Clara y el torreón del Rouco. Aguatinta sobre papel
- Reconstrucción conjetural de un tramo de la muralla en el s.XV con la torre de los Abades junto al ábside de S. Francisco. Agutinta sobre papel
- Reconstrucción conjetural de un tramo de la muralla en el s.XV con la puerta de Santo Domingo-también llamada De la Villa- Aguatinta sobre papel
- Reconstrucción conjetural de un tramo de la muralla en el s.XV con la puerta y la Torre de A Galea y el postigo y el torreón del Barral. Aguatinta sobre papel
- Reconstrucción conjetural de la iglesia y convento de Santo Domingo y aledaños en el s.XV. Aguatinta sobre papel
- Puerta de Trabancas por su exterior en 1850. Acuarela y aguada sobre papel
- Fuente de los Tornos s.XVI. Torre de la casa de Guimarey, hoy de Aranda s.XII
- Panorámica de Pontevedra. Óleo sobre tabla

## Artículos
Entre sus artículos hay uno que representa esa visión de futuro para el desarrollo turístico de la zona de Pontevedra, escrito en 1882 en la Ilustración Cantábrica y se titulaba Sanjenjo, en el cuenta las excelencias de la localidad como zona turística, alabando la población desde el punto de vista culinario, paisajístico y como zona adecuada para tomar las aguas en sus playas:
- El Néctar de los Dioses La Correspondencia de España 05/02/1894
- Tarde del Domingo
- Nariz o narices, Revista Gallega Abril de 1901
- Por Pazos y Castillos, "Galicia" Revista quincenal Ilustrada Noviembre de 1908
- Siempre Los Mismos, Revista Galicia mayo de 1908
- El Centenario del Quijote. Los lunes del imparcial 25 de abril de 1904
- Colón y Toscanelli. La Ilustración Española y Americana 15 de agosto de 1903